# Alfonso Boschi

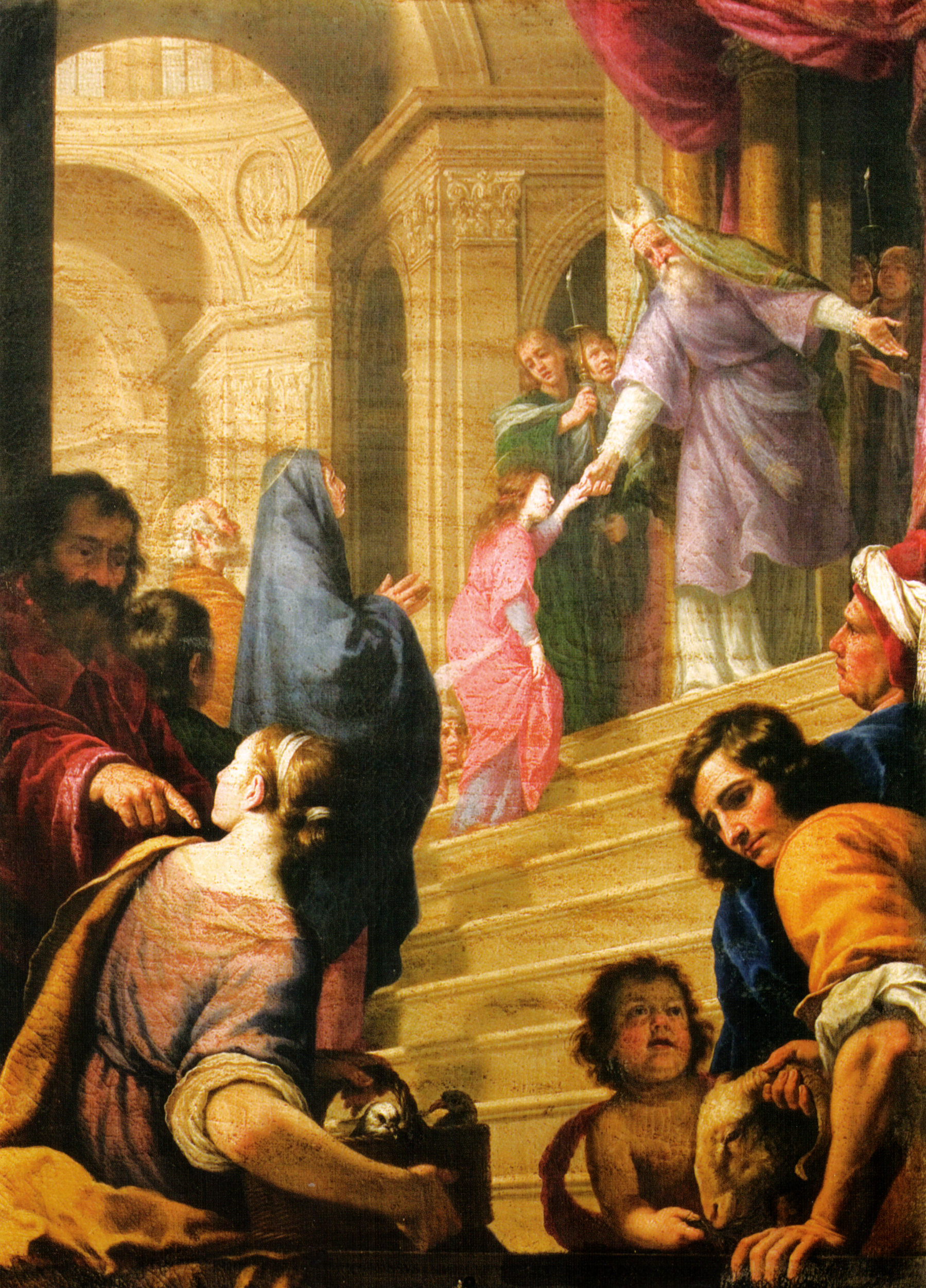
Presentazione di Maria al Tempio, 1643, Firenze, chiesa dei Santi Michele e Gaetano

Alfonso Boschi (Firenze, 1615 – Firenze?, 1656 circa) è stato un pittore italiano.

## Biografia
Figlio dell'orafo Giovan Battista, erano sui zii i pittori Fabrizio Boschi (da parte di padre) e Matteo Rosselli (da parte della madre). Col fratello Francesco si formò alla bottega del Rosselli, probabilmente fino al 1643 quando si immatricolò all'Accademia del Disegno. 
Filippo Baldinucci riporta che fu tra gli assistenti di Pietro da Cortona per gli affreschi a palazzo Pitti, fatto che derivò nella sua opera una certa influenza del nascente barocco romano, pur restando sempre fedele allo stile e alle fisionomie imparate nella bottega del Rosselli.
Una delle sue prime opere impegnative fu una parte dei ritratti francescani nel chiostro di Ognissanti, assieme al fratello, opera che gli valse lodi come acuto ritrattista. Nel 1643 eseguì la pala della Presentazione di Maria al Tempio per la cappella Ardinghelli ai Santi Michele e Gaetano, una delle sue prove più significative, di cui resta anche un disegno preparatorio nell'Ashmolean Museum di Oxford.
Probabilmente seguì Pietro da Cortona a Roma, ma la sua attività in seguito a questo trasferimento è praticamente sconosciuta. Tradizionalmente era riportata la data di morte al 1649, ma studi hanno dimostrato che pagò le tasse all'Accademia del Disegno dal 1653 al 1656, dimostrando che negli ultimi anni era probabilmente rientrato a Firenze e che il suo decesso va necessariamente collocato dopo il 1656.